# Notebook Hardware Control
Notebook Hardware Control (označovaný též NHC) (původně Centrino Hardware Control) je nástroj určený pro sledování hardwaru především v notebooku. Je vyvíjen Manfred Jaiderem pro operační systémy Microsoft Windows. Program vyžaduje mít nainstalovaný Microsoft .NET Framework alespoň ve verzi 2.0. Pro nekomerční použití je možné ho zdarma stáhnout na oficiálních stránkách.

## Vlastnosti
Notebook Hardware Control pomáhá
- snížit spotřebu celého systému, a tím i prodloužit výdrž notebooku při běhu na baterie
- snížit teplotu procesoru a pevného disku, a tím i ztišit chlazení notebooku
- sledovat stav hardwaru, a tím předejít případné poruše

Program zobrazuje tyto údaje o hardwaru:
- Procesor
  - aktuální frekvence a jeho násobič
  - napětí
  - zatížení
  - teplota
- Baterie
  - kapacita
  - maximální kapacita udávaná výrobcem
  - opotřebení
  - napětí
  - typ článku
  - výrobce
- Grafická karta
  - frekvence jádra
  - frekvence paměti
- Pevný disk
  - teplota
  - S.M.A.R.T.

Pokud teplota procesoru nebo pevného disku překročí nastavenou mez, program počítač vypne, aby nedošlo k poškození hardwaru.